# دشاییون-سور-سن-لوران، کبک
دشاییون-سور-سن-لوران (به فرانسوی: Deschaillons-sur-Saint-Laurent) شهری در منطقه شهری بکانکور ناحیه سانتر-دو-کبک در استان کبک کانادا است. در سرشماری سال ۲۰۱۱ این شهر ۹۷۸ نفر جمعیت داشته‌است و مساحت آن ۳۷٫۷ کیلومتر مربع است.